# Антоніо Меуччі
Антоніо Меуччі (італ. Antonio Santi Giuseppe Meucci; 13 квітня 1808 — 18 жовтня 1889) — італійський вчений, якого вважають справжнім винахідником телефону. Саме він дійшов висновку про можливість перетворення звукової вібрації у електричні імпульси, що дозволяє передавати голос на дистанцію з допомогою дротів.

## Винахід
Антоніо Меуччі — італієць, що емігрував до США. Меуччі був лікарем-любителем, він практикував лікування дозованими ударами електроструму. У якийсь момент, в 1849 році, він під'єднав до зуба пацієнта електрод, а в іншій кімнаті узявся за дріт сам, підключив батарею… і почув «з дроту» крик!
Перша американська демонстрація винаходу Меуччі, він називав його телетрофоном, відбулася у 1860, про неї існує стаття, видана у Нью-Йоркській італійськомовній газеті. Меуччі винайшов поєднаний електромагнітний передавач та одержувач, де рух діафрагми модулював сигнал у котушці, переміщаючи електромагніт. Прилад передавав звук з високою точністю, але з дуже слабким сигналом. На жаль, серйозні опіки, погане знання англійської мови та невеликі здатності до бізнесу призвели до того, що Меуччі не зміг розвинути свої винаходи у комерційну сферу в США. Меуччі демонстрував деякі свої інструменти у 1849 році у Гавані (Куба), але свідки не змогли чітко сказати, чи то був електричний телефон або просто варіант телефону, що використовує вібрацію дротів для передачі звуків.
У 1871 році Меуччі подав заявку на патент свого винаходу — «телетрофона». Проте впродовж дворічного періоду, він не зміг відновити свій запит через те, що у нього не було $10. А в 1874 році зважився представити свій винахід крупній американській телеграфній компанії «Вестерн Юніон», яка спочатку не виявила великої цікавості, а потім заявила, що інформацію про винахід втрачено. Ще через два роки Меуччі із здивуванням побачив в заголовках американських газет повідомлення про винахід телефону Гремом Беллом, проведений під патронажем фірми «Вестерн Юніон».
Італієць розпочав справжню судову битву з могутньою компанією. У 1887 році суд Нью-Йорку визнав його правоту, але Меуччі не зміг скористатися своїм винаходом, оскільки патент на нього давно закінчився.
Меуччі помер в бідності в 1889 році. Його сучасники так і не визнали його авторства винаходу, що означав революцію у світі комунікацій.

## Визнання
Більше ніж через 100 років, Меуччі все ж було визнано першим винахідником телефону Конгресом США, 269 резолюцією, що датована 11 Червнем 2002, і з'явилася після того як 17 жовтня 2001 року, конгресмен Віто Фосселла запропонував своїм колегам прийняти резолюцію, щоб «пошанувати життя і досягнення італо-американського винахідника XIX століття Антоніо Меуччі і його роботу з винаходу телефону». Він нагадав про внесок італійців в історію США: один відкрив Америку, два інших підписали Декларацію незалежності, четвертий розщепнув атом, а п'ятий був знаменитим льотчиком-винищувачем. Але одного італо-американця недооцінили — Антоніо Меуччі. Це й належало виправити запропонованою резолюцією: «Приймаючи до уваги те, що життєвий шлях Антоніо Меуччі, видатного італійського винахідника, був надзвичайним і трагічним;
— після імміграції до Нью-Йорка Меуччі продовжував з безперестанною енергією працювати над проектом, який розпочав ще в Гавані, Куба, — над винаходом у сфері електронного зв'язку, який він пізніше назвав „teletrofono“;
— у своєму будинку в Стейтен Айленді він встановив лінію зв'язку, яка пов'язувала напівпідвальний поверх з першим, а пізніше, коли його дружина захворіла важкою формою артриту, він створив постійну лінію зв'язку між своєю лабораторією і спальнею дружини на другому поверсі;
— витративши заощадження на свою роботу, Меуччі не зміг комерційно використовувати свій винахід, хоча демонстрував його в 1860 році і опублікував його опис в нью-йоркській газеті, що виходила італійською мовою;
— Меуччі не вивчив англійську мову настільки добре, щоб орієнтуватися в складному світі американського бізнесу;
— Меуччі не зміг знайти коштів, щоб сплатити за оформлення патенту, і тому вимушений був обмежитися заявкою на патент, яку слід було відновлювати щороку, і вперше подав цю заявку 28 грудня 1871 року;
— пізніше Меуччі дізнався про зникнення працюючих моделей, сконструйованих ним, з лабораторії компанії Western Union і, живучи у той час на суспільну допомогу, був не в змозі відновлювати свою заявку на патент після 1874 року;
— Александер Грем Белл, який проводив експерименти в тій самій лабораторії, де зберігалися матеріали Меуччі, в березні 1876 року отримав патент і згодом визнання як винахідник телефону;
— 13 січня 1887 року уряд Сполучених Штатів почав процес, щоб анулювати патент, виданий Беллу, на підставі того, що мав місце обман; і Верховний суд визнав це звинувачення виправданим і таким, що підлягає судовому розгляду;
— Меуччі помер в жовтні 1889 року, в січні 1893-го закінчився термін дії патенту Белла, і справу, як таку, що втратила практичне значення, було припинено без вирішення питання про справжнього винахідника телефону;
— якби Меуччі був в змозі платити по 10 доларів, щоб відновлювати свою заявку після 1874 року, ніякого патенту Белл не отримав би;
— палата представників вважає, що життя і досягнення Антоніо Меуччі заслуговують оприлюднення і його досягнення повинні бути визнані».